# Ivan Štalec
Ivan Štalec, slovenski matematik, * 23. december 1910, Dolenja vas, Železniki, † 14. junij 1994, Ljubljana.

## Življenje in delo
Ivan Štalec se je rodil v Dolenji vasi pri Selcih kot tretji najstarejši otrok v dvanajstčlanski družini. Obiskoval je klasično gimnazijo v Kranju, kjer je maturiral leta 1930. Študiral je na filozofski fakulteti v Ljubljani in leta 1934 diplomiral iz fizike in matematike. Po vojaščini se je leta 1935 zaposlil na gimnaziji v Murski Soboti. Že naslednje leto je bil prestavljen v Ljubljano na I. realno gimnazijo. Tam je bil do leta 1945. Tega leta je odšel učit v Trbovlje. Leta 1951 je spet učil na I. gimnaziji v Ljubljani. Upokojil se je leta 1975.
Poleg poučevanja je vodil tudi matematični krožek, sestavljal urnike in bil varuh fizikalnega kabineta. V letih od 1949 do 1951 je bil pomožni inšpektor za trboveljski in celjski okraj ter za Ljubljano z okolico; nekaj let je bil urednik Obzornika za matematiko in fiziko, nekaj časa predavatelj metodike fizike na Pedagoški akademiji in nato predavatelj metodike fizike in matematike na ljubljanski univerzi. Bil je pisec in recenzent velikega števila učbenikov. Za svoje delo je prejel tudi več priznanj in odlikovanj, mdr. je bil častni član DMFA.

### Učbeniki in zbirke vaj
- Matematika : splošno izobraževalna šola, 2. stopnja, Ljubljana, Dopisna delavska univerza 1959.
- Poglobitvena matematika za 1. razred ekonomske srednje šole, Ljubljana, Dopisna delavska univerza 1961.
- Tehniško računstvo - 1.del, Ljubljana, Dopisna delavska univerza 1961.
- Tehniško računstvo - 2.del, Ljubljana, Dopisna delavska univerza 1961.
- Zbirka vaj iz aritmetike, algebre in analize za 1.razred gimnazije, Ljubljana, DZS 1970.
- Zbirka vaj iz aritmetike, algebre in analize za 2.razred gimnazije, Ljubljana, DZS 1970.
- Zbirka vaj iz aritmetike, algebre in analize za 3.razred gimnazije (soavtorji), Ljubljana, DZS 1972.
- Zbirka vaj iz aritmetike, algebre in analize za 4.razred gimnazije, Ljubljana, DZS 1973.
- Matematika za 7.razred osnovne šole, Ljubljana, Dopisna delavska univerza 1974.
- Matematika za 8.razred osnovne šole, Ljubljana, Dopisna delavska univerza 1971.
- Matematika za prvi razred tehniških šol, Ljubljana, DZS 1973.
- Matematika za drugi razred tehniških šol, Ljubljana, DZS 1974.
- Matematika za tretji razred tehniških šol, Ljubljana, DZS 1975.
- Matematika za četri razred tehniških šol, Ljubljana, DZS 1976.

### Matematika za srednje usmerjeno izobraževanje
- Linearna funcija. Odvod, Ljubljana, Zavod SRS za šolstvo 1977.
- Polinomi. Racionalne funkcije. Korenske funkcije, Ljubljana, Zavod SRS za šol. 1977.
- Algebrske funkcije. Krivulje drugega reda, Ljubljana, DDU Univerzum 1977.
- Kotne funkcije, Ljubljana, DDU Univerzum 1977.

### Kot soavtor
- Fizikalne vaje (soavtor F. Plevnik), Ljubljana, Zavod za prosv.-pedag. službo 1961.
- Fizika za 7.razred osnovnih šol (soavtorja F. Kvaternik, A. Žabkar), Ljubljana, DZS 1962.
- Fizika za 8.razred osnovnih šol (soavtorja F. Kvaternik, A. Žabkar), Ljubljana, DZS 1963.
- Bronštejn-Semendjajev mat. priročnik za ižinirje in slušatelje teh. visokih šol (dokončal delo A.Žabkarja), Ljubljana, Tehniška založba Slovenije 1963-1965.
- Geometrija za 1. in 2. razred gimnazije (soavtor I. Pucelj), Maribor, Založba obzorja 1966-70.
- Matematika za 1., 2. in 3. razred ekonomskih srednjih šol (soavtor V. Pilgram), Ljubljana, Dopisna delavska univerza 1970-1974.
- Matematika I: Izbrana poglavja za poklicno administrativno šolo (soavtor V. Pilgram), Ljubljana, Dopisna delavska univerza 1978.
- Leksikon : Matematika (A.Vadnal), Ljubljana, Cankarjeva založba 1980.